# Stentjärnen (Nordmarks socken, Värmland, 664152-140772)
Stentjärnen är en sjö i Filipstads kommun i Värmland och ingår i Göta älvs huvudavrinningsområde. Sjön har en area på 0,0718 kvadratkilometer och ligger 266 meter över havet. Sjön avvattnas av vattendraget Övantjärnsbäcken.

## Delavrinningsområde
Stentjärnen ingår i det delavrinningsområde (664291-140616) som SMHI kallar för Utloppet av Stora Övantjärnen. Medelhöjden är 286 meter över havet och ytan är 9,88 kvadratkilometer. Det finns inga avrinningsområden uppströms utan avrinningsområdet är högsta punkten. Övantjärnsbäcken som avvattnar avrinningsområdet har biflödesordning 5, vilket innebär att vattnet flödar genom totalt 5 vattendrag innan det når havet efter 380 kilometer. Avrinningsområdet består mestadels av skog (76 procent) och sankmarker (20 procent). Avrinningsområdet har 0,32 kvadratkilometer vattenytor vilket ger det en sjöprocent på 3,2 procent.